# Convento das Bernardas

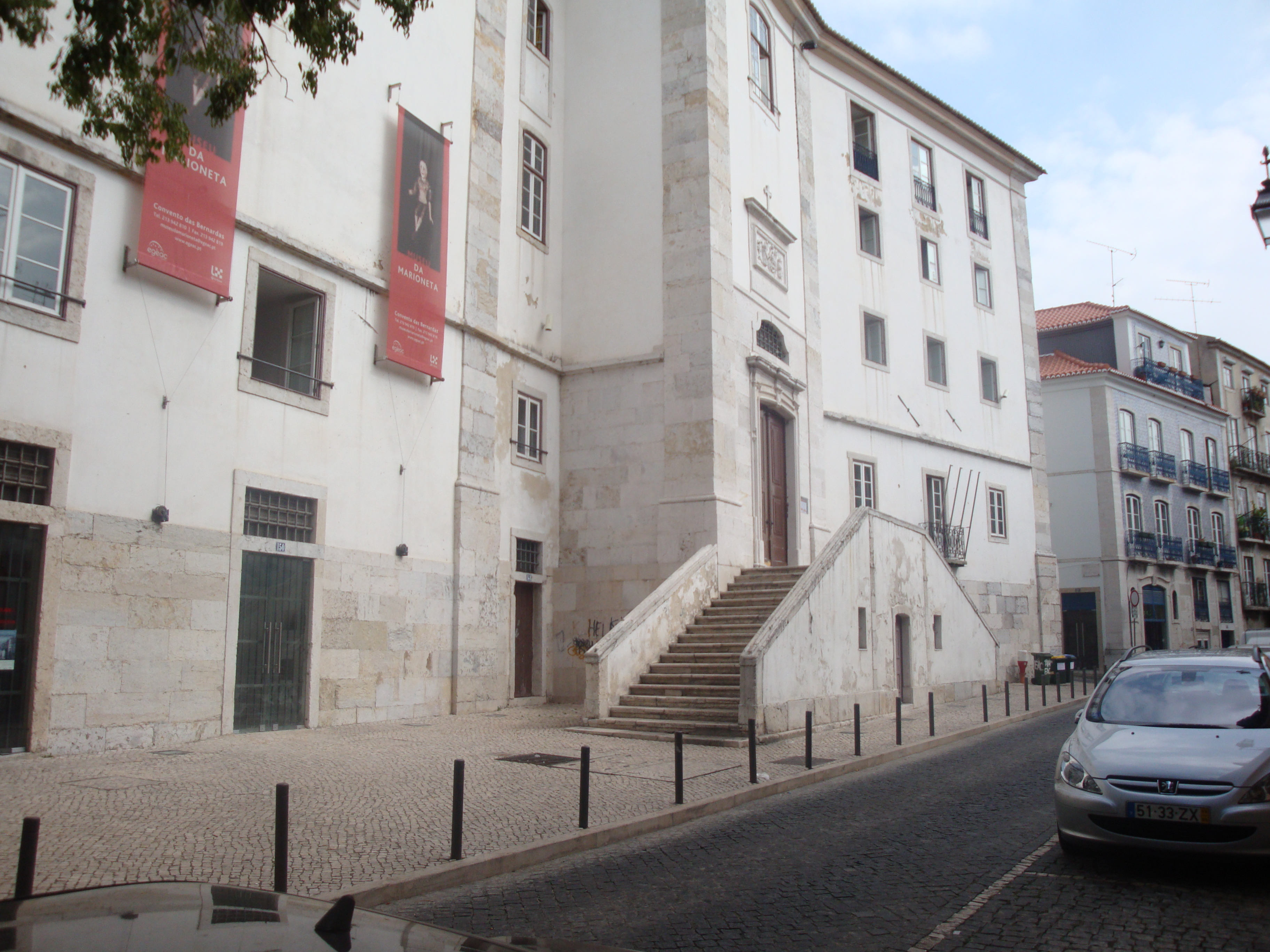
Mosteiro de Nossa Senhora da Nazaré de Lisboa ou Convento das Bernardas, atual Museu da Marioneta

O Convento das Bernardas, também conhecido por Mosteiro de Nossa Senhora da Nazaré de Lisboa, fica situado em Lisboa, na Rua da Esperança, em Santos-o-Velho. Actualmente alberga o Museu da Marioneta.

## História
Foi fundado em 1653, por concessão de D. João IV. Era dedicado a Nossa Senhora da Nazaré e ficou agregado à Ordem de Císter. Tem tardoz para a Rua Vicente Borga e para a Calçada do Castelo Picão.
O convento fechou em clausura em 6 de Janeiro de 1655. O terramoto de 1755 destruiu quase completamente o edifício, tendo sido em 1758 posteriormente reconstruído, pela mão do arquiteto italiano Giacomo Azzolini. Durante o periodo de reconstrução as freiras instalaram-se no vizinho Convento da Esperança, que se localizava onde hoje é o quartel dos Bombeiros. O convento da Esperança foi demolido em 1889. Em 1786 as religiosas movem-se para o convento onde ficam até 1834.
Em 1834, em consequência da extinção das Ordens Religiosas, (tendo a última freira morrido a meio do século XIX) o edifício é vendido a particulares, sucedendo-se várias ocupações. É consequentemente arrendado, sendo utilizado como liceu. Aí funcionou, desde 1837, o Colégio de Nossa Senhora da Conceição, dirigido por Joaquim Lopes Carreira de Melo, acolhendo os alunos do então extinto Colégio dos Nobres. Este colégio transferiu-se em 1884 para um palácio em Marvila. Até 1893 esteve no Convento das Bernardas o Colégio Académico. 
Mais tarde funcionou como cine-teatro. A fadista Hermínia Silva, nascida em 1907, foi a primeira artista a cantar o fado no teatro, estreando-se precisamente no local onde era a antiga igreja. O convento também serviu de sede de filarmónica até ser totalmente ocupado com habitações, usadas maioritariamente por famílias de escassos rendimentos. Os seus primeiros moradores eram quase todos pescadores vindos do norte do país, para Lisboa a título de trabalharem nas docas de Santos-o-Velho. Até aos inícios do século XX o claustro existente no seu interior era ocupado quase na sua totalidade pela diversa aparelhagem de pesca dos moradores, sendo que também se realizavam nesse mesmo claustro exibições de cinema e as festas populares de Lisboa. A igreja por sua vez serviu de depósito de mobiliário tendo sido montado um estrado em madeira a meia altura de modo a duplicar a área útil.
Antes da sua compra pela parte da CML todo o espaço encontrava-se muito alterado por via das diversas intervenções arquitetónicas feitas à revelia de qualquer planeamento prévio. Em 1998 foi adquirido pela Câmara Municipal de Lisboa e reabilitado. Ao contrário de muitos outros conventos o das Bernardas manteve a sua função habitacional. A igreja hoje em dia funciona como uma sala de exposições separada do museu e as antigas lojas voltadas para a rua de acesso principal hoje são propriedade da Câmara encontrando-se nelas alojada a EGEAC. No seu interior existe igualmente um centro de dia e um atelier de tempos livres patrocionado pela Fundação Olá onde se desenvolvem diversas actividades lúdico-recreativas em parceria com o Museu das Marionetas.
Actualmente é aí que está instalado o Museu da Marioneta. Existe também um restaurante instalado precisamente no antigo refeitório das freiras tal como no claustro ainda podem ser observáveis, por via da intervenção camarária de reabilitação, a antiga cisterna principal e uma secundária actualmente cobertas com lajes de pedra calcária.